# Cambes (Lot-et-Garonne)
Cambes ist eine Gemeinde im Südwesten Frankreichs und liegt im Département Lot-et-Garonne in der Region Nouvelle-Aquitaine (bis 2016: Aquitanien). Sie gehört zum Arrondissement Marmande und zum Kanton Les Coteaux de Guyenne. Die Bewohner werden Cambois genannt.

## Geographie
Cambes liegt zwischen Marmande und Bergerac und umfasst die Ortschaften Cougouille, Bel-Air, Mourgues, Babut, Guillot, Grand Pailley sowie Espinassets.
Umgeben wird Cambes von den folgenden Nachbargemeinden:
|            | Allemans-du-Dropt                           |               |
| Monteton   | Kompassrose, die auf Nachbargemeinden zeigt | Puysserampion |
| Saint-Avit | Lachapelle                                  | Peyrière      |

## Toponymie
Der im Südwesten des Landes ziemlich verbreitete Name stammt vom lateinischen Wort cambis, was einen Ort in der Kurve einer Hügelkette bezeichnete.
Auf Okzitanisch lautet der Gemeindename Cambas.

## Geschichte
Die Gemeinde gehörte erst der Familie Pellegrue, später dann der Familie Timbrune de Valence. Ein Mitglied letzterer war unter Louis XV. als Maréchal de camp tätig.

## Demographie
Die Bevölkerungsentwicklung in Cambes wird seit 1793 dokumentiert. Mit Ausnahme von 2006 wurden jährlich Statistiken durch das Insee veröffentlicht.
2015 zählte die Gemeinde 176 Einwohner, was ein Anstieg von 6,02 % gegenüber 2010 bedeutet.
| Jahr      | 1793 | 1800 | 1846 | 1876 | 1901 | 1946 | 1975 | 1999 | 2008 | 2018 |
| --------- | ---- | ---- | ---- | ---- | ---- | ---- | ---- | ---- | ---- | ---- |
| Einwohner | 528  | 518  | 488  | 313  | 267  | 243  | 173  | 162  | 166  | 172  |

## Sehenswürdigkeiten
- Die Kirche Notre-Dame aus dem 14. und 15. Jahrhundert wurde häufiger restauriert, besonders im 19. Jahrhundert; sie beinhaltet zwei Eingänge, einer bei der Hauptfassade im Westen von eher neuer Bauweise, ein anderer unter einem seitlichen Vordach im südlichen Seitenschiff, 1928 wiedererrichtet, der von zwei Skulpturen geziert wird

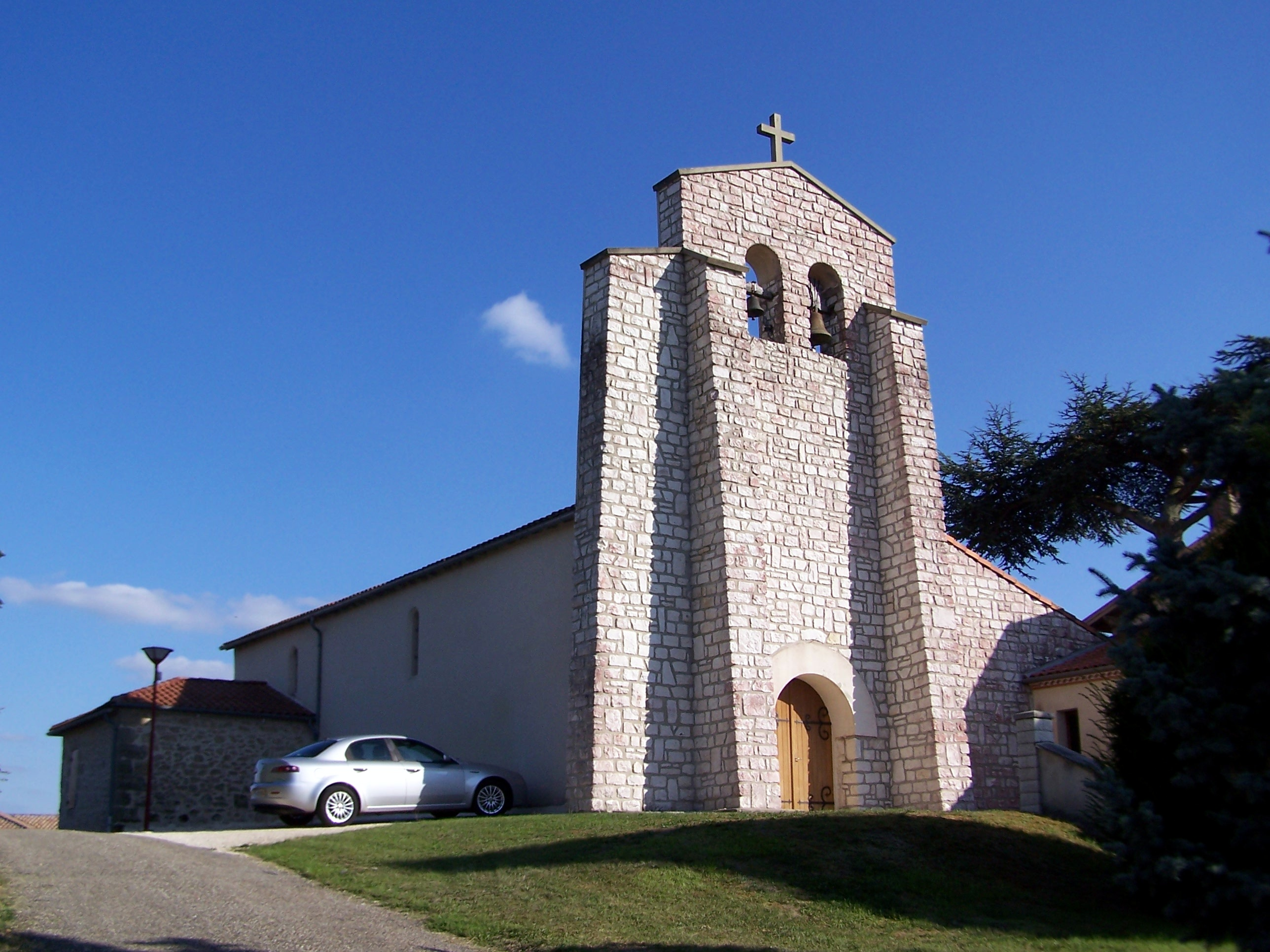
Die Kirche Notre-Dame (September 2015)
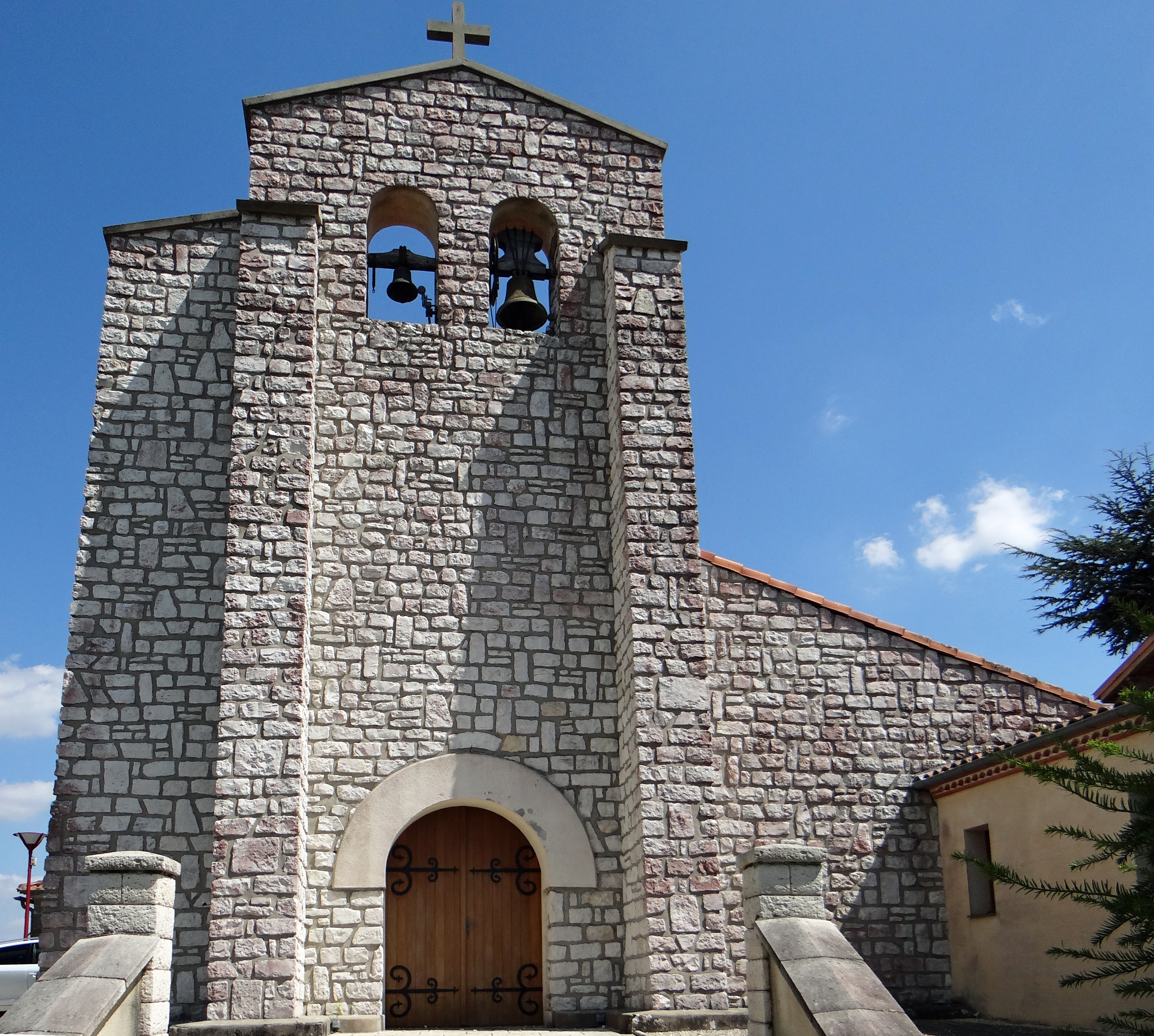
Die Kirche Notre-Dame (August 2015)
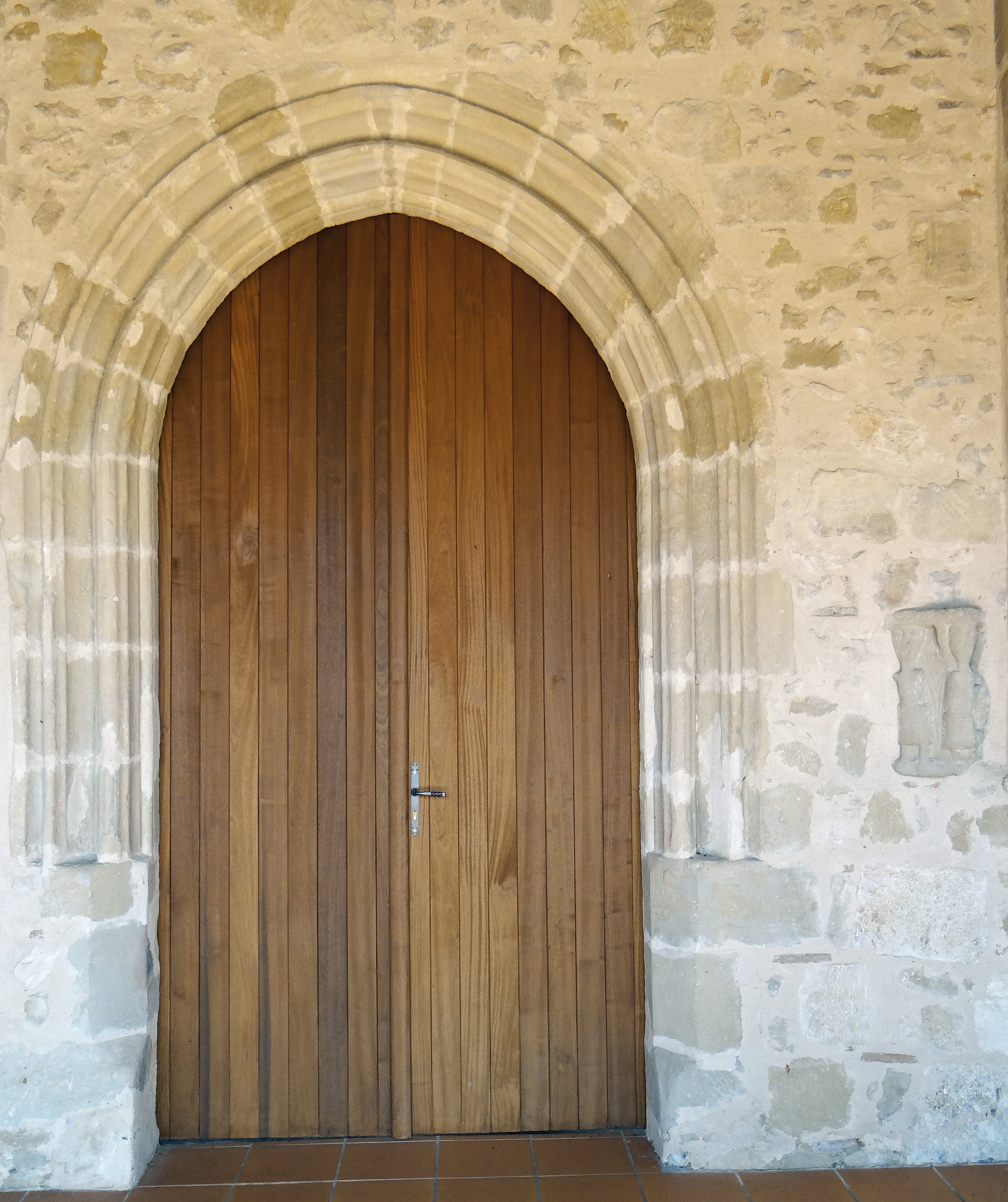
Die südliche Eingangstür (August 2015)
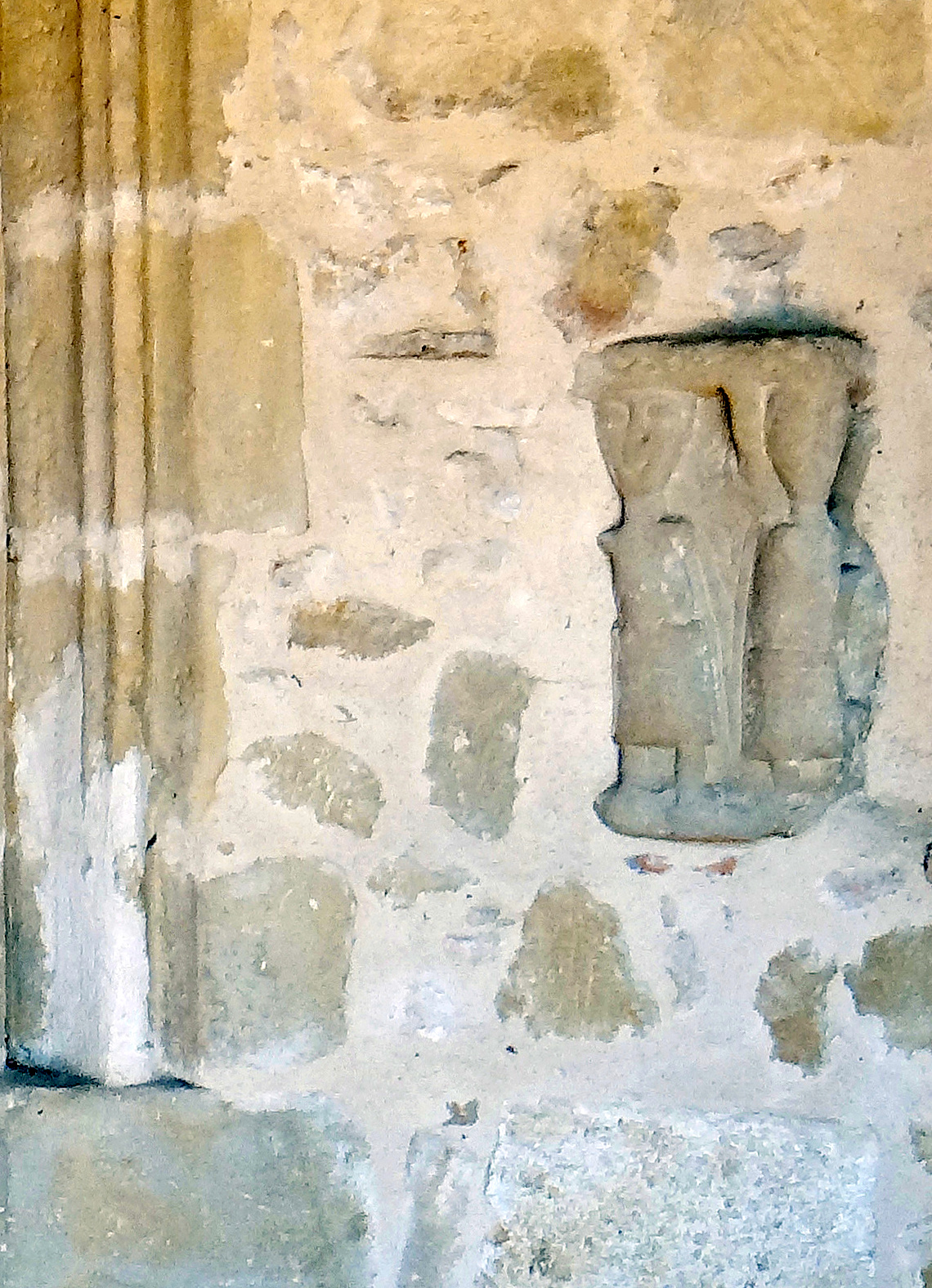
Deren Skulpturen (August 2015)
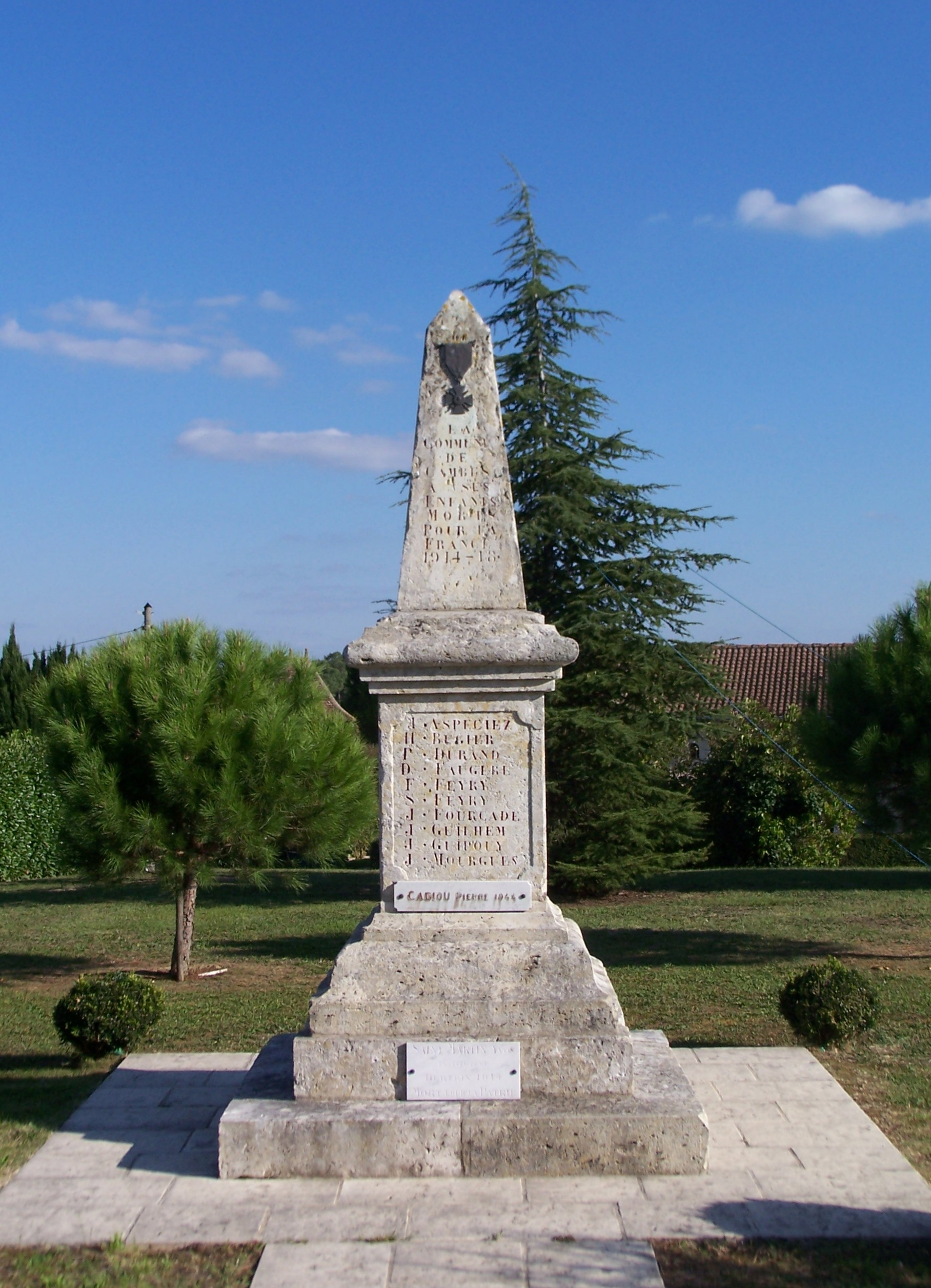
Das Monument der Toten in der Nähe der Kirche (August 2015)